# Liste des monuments historiques de Tours
Ce tableau présente la liste de tous les monuments historiques classés ou inscrits dans la ville de Tours, Indre-et-Loire, en France.
Malgré les destructions importantes, dues principalement à l'incendie de juin 1940 qui a détruit près de 200 monuments historiques, la ville conserve en 2015 plus de 160 monuments inscrits ou classés et la ville historique est inscrite au patrimoine mondial de l'Unesco depuis l'an 2000.   
La base Mérimée établit une liste de 675 monuments pour la ville de Tours. La base Palissy recense 950 objets classés ou inscrits au titre des monuments historiques.

## Liste
| Monument                                                                 | Adresse                                                                    | Coordonnées                      | Notice         | Protection            | Date                     | Illustration                                                            |
| ------------------------------------------------------------------------ | -------------------------------------------------------------------------- | -------------------------------- | -------------- | --------------------- | ------------------------ | ----------------------------------------------------------------------- |
| Abbaye de Beaumont                                                       | Rue du Plat-d'Étain                                                        | 47° 23′ 00″ nord, 0° 40′ 20″ est | « PA00098128 » | Inscrit               | 1946                     | Abbaye de Beaumont                                                      |
| Abbaye de Marmoutier                                                     | Quai de Marmoutier                                                         | 47° 24′ 09″ nord, 0° 43′ 02″ est | « PA00098129 » | Classé Inscrit        | 1929 1983 1994 2022      | Abbaye de Marmoutier                                                    |
| Abbaye de Saint-Julien                                                   | 8, 16 rue Nationale                                                        | 47° 23′ 45″ nord, 0° 41′ 14″ est | « PA00098130 » | Classé Inscrit Classé | 1923 1940 1947 1948      | Abbaye de Saint-Julien                                                  |
| Abbaye Saint-Martin                                                      | 47 rue Néricault-Destouches                                                | 47° 23′ 31″ nord, 0° 41′ 02″ est | « PA00098131 » | Classé Inscrit Classé | 1840 1862 1946 1958 1965 | Abbaye Saint-Martin                                                     |
| Aumônerie de Saint-Martin                                                | 5 rue Rapin                                                                | 47° 23′ 33″ nord, 0° 40′ 53″ est | « PA00098133 » | Inscrit               | 1946                     | Aumônerie de Saint-Martin                                               |
| Basilique Saint-Martin                                                   | Rue Néricault-Destouches                                                   | 47° 23′ 35″ nord, 0° 40′ 59″ est | « PA00098305 » | Inscrit               | 1991                     | Basilique Saint-Martin                                                  |
| Bibliothèque municipale                                                  | 2bis avenue André-Malraux                                                  | 47° 23′ 50″ nord, 0° 41′ 16″ est | « PA37000002 » | Inscrit               | 1996                     | Bibliothèque municipale                                                 |
| Cathédrale Saint-Gatien                                                  | Place de la Cathédrale                                                     | 47° 23′ 44″ nord, 0° 41′ 40″ est | « PA00098135 » | Classé                | 1862                     | Cathédrale Saint-Gatien                                                 |
| Caves                                                                    | 7 rue des Bons-Enfants                                                     | 47° 23′ 38″ nord, 0° 41′ 00″ est | « PA00098136 » | Inscrit               | 1941                     | Caves                                                                   |
| Centre hospitalier régional Bretonneau                                   | 2 boulevard Tonnellé                                                       | 47° 23′ 13″ nord, 0° 40′ 04″ est | « PA00098316 » | Inscrit               | 1992                     | Centre hospitalier régional Bretonneau                                  |
| Chambre de commerce et d'industrie de Touraine                           | Rue Jules-Favre                                                            | 47° 23′ 43″ nord, 0° 41′ 17″ est | « PA00098137 » | Inscrit               | 1931                     | Chambre de commerce et d'industrie de Touraine                          |
| Chancellerie de la collégiale Saint-Martin                               | 3 rue Baleschoux                                                           | 47° 23′ 35″ nord, 0° 41′ 01″ est | « PA00098134 » | Inscrit               | 1946                     | Chancellerie de la collégiale Saint-Martin                              |
| Chapelle des Filles de l'Union Chrétienne                                | 32 rue de la Préfecture                                                    | 47° 23′ 35″ nord, 0° 41′ 26″ est | « PA00098138 » | Classé                | 1992                     | Chapelle des Filles de l'Union Chrétienne                               |
| Chapelle du Petit-Saint-Martin actuelle annexe de l'école des beaux-arts | 22 rue du Petit-Saint-Martin                                               | 47° 23′ 40″ nord, 0° 40′ 45″ est | « PA00098140 » | Inscrit               | 1976                     | Chapelle du Petit-Saint-Martinactuelle annexe de l'école des beaux-arts |
| Chapelle Saint-Jean                                                      | 2 rue Julien-Leroy 3 rue Rapin                                             | 47° 23′ 33″ nord, 0° 40′ 55″ est | « PA00098141 » | Inscrit               | 1984                     | Chapelle Saint-Jean                                                     |
| Chapelle Saint-Libert                                                    | 37 avenue André-Malraux                                                    | 47° 23′ 51″ nord, 0° 41′ 51″ est | « PA00098154 » | Inscrit               | 1946                     | Chapelle Saint-Libert                                                   |
| Château de Tours                                                         | Quai de la Loire Rue Lavoisier                                             | 47° 23′ 50″ nord, 0° 41′ 37″ est | « PA00098260 » | Classé Inscrit        | 1913 1973                | Château de Tours                                                        |
| Château du Pilorget                                                      | 12 rue Pinguet-Guindon                                                     | 47° 24′ 49″ nord, 0° 41′ 03″ est | « PA00098101 » | Inscrit               | 1931 1943                | Château du Pilorget                                                     |
| Cloître de la Psalette                                                   | 7 rue de la Psalette                                                       | 47° 23′ 45″ nord, 0° 41′ 39″ est | « PA00098142 » | Classé                | 1889                     | Cloître de la Psalette                                                  |
| Couvent des Capucins                                                     | 8 rue de la Pierre                                                         | 47° 24′ 21″ nord, 0° 41′ 00″ est | « PA00098143 » | Inscrit               | 1977                     | Couvent des Capucins                                                    |
| Couvent des Carmes (disparu en 1968)                                     | 1 rue des Tanneurs 12 quai du Pont-Neuf                                    | 47° 23′ 46″ nord, 0° 40′ 58″ est | « PA00098144 » | Inscrit               | 1946                     | Couvent des Carmes (disparu en 1968)                                    |
| Couvent des Filles de l'Union Chrétienne                                 | 7 rue de Lucé                                                              | 47° 23′ 37″ nord, 0° 41′ 18″ est | « PA00098145 » | Inscrit               | 1946                     | Couvent des Filles de l'Union Chrétienne                                |
| Couvent des Ursulines                                                    | 17 rue des Ursulines                                                       | 47° 23′ 39″ nord, 0° 41′ 48″ est | « PA00098146 » | Inscrit               | 1941                     | Couvent des Ursulines                                                   |
| Cure de l'église Sainte-Croix                                            | 4 rue Henri-Royer                                                          | 47° 23′ 37″ nord, 0° 40′ 53″ est | « PA00098149 » | Inscrit               | 1939                     | Cure de l'église Sainte-Croix                                           |
| Église Notre-Dame-la-Riche                                               | Place La-Riche                                                             | 47° 23′ 38″ nord, 0° 40′ 36″ est | « PA00098147 » | Inscrit               | 1926                     | Église Notre-Dame-la-Riche                                              |
| Église Saint-Denis                                                       | Place de Châteauneuf                                                       | 47° 23′ 37″ nord, 0° 40′ 56″ est | « PA00098150 » | Inscrit               | 1946                     | Église Saint-Denis                                                      |
| Église Sainte-Croix                                                      | 19, 21 rue de Châteauneuf                                                  | 47° 23′ 37″ nord, 0° 40′ 54″ est | « PA00098148 » | Inscrit               | 1939                     | Église Sainte-Croix                                                     |
| Église Saint-François                                                    | 5, rue Jules-Favre                                                         | 47° 23′ 42″ nord, 0° 41′ 16″ est | « PA00098151 » | Classé                | 1943                     | Église Saint-François                                                   |
| Église Saint-Grégoire des Minimes                                        | Rue de la Préfecture                                                       | 47° 23′ 33″ nord, 0° 41′ 24″ est | « PA00098139 » | Classé                | 1919                     | Église Saint-Grégoire des Minimes                                       |
| Église Saint-Jean de Beaumont                                            | 182 rue Walvein                                                            | 47° 22′ 57″ nord, 0° 40′ 19″ est | « PA00098152 » | Inscrit               | 1983                     | Église Saint-Jean de Beaumont                                           |
| Église Saint-Julien                                                      | Rue Nationale                                                              | 47° 23′ 45″ nord, 0° 41′ 14″ est | « PA00098153 » | Classé                | 1840                     | Église Saint-Julien                                                     |
| Église Saint-Pierre-le-Puellier                                          | 7 place Plumereau                                                          | 47° 23′ 41″ nord, 0° 40′ 54″ est | « PA00098155 » | Inscrit               | 1946                     | Église Saint-Pierre-le-Puellier                                         |
| Église Saint-Saturnin                                                    | Rue Littré                                                                 | 47° 23′ 45″ nord, 0° 40′ 57″ est | « PA00098156 » | Inscrit               | 1947                     | Église Saint-Saturnin                                                   |
| Église Saint-Symphorien                                                  | Place Paul-Bert                                                            | 47° 24′ 10″ nord, 0° 41′ 40″ est | « PA00098157 » | Classé                | 1921                     | Église Saint-Symphorien                                                 |
| Enceinte de Châteauneuf                                                  | Rue Néricault-Destouches                                                   | 47° 23′ 35″ nord, 0° 41′ 02″ est | « PA00098159 » | Inscrit               | 1940 1941 1950           | Enceinte de Châteauneuf                                                 |
| Enceinte romaine                                                         | 7 rue Bazoche 2, 4 rue des Ursulines                                       | 47° 23′ 45″ nord, 0° 41′ 54″ est | « PA00098158 » | Inscrit               | 1927                     | Enceinte romaine                                                        |
| Fontaine de Beaune-Semblançay                                            | Jardin de Beaune-Semblançay                                                | 47° 23′ 42″ nord, 0° 41′ 15″ est | « PA00098160 » | Classé                | 1886                     | Fontaine de Beaune-Semblançay                                           |
| Gare                                                                     | Place du Général-Leclerc                                                   | 47° 23′ 23″ nord, 0° 41′ 37″ est | « PA00098161 » | Inscrit               | 1984                     | Gare                                                                    |
| Grand Théâtre                                                            | 34 rue de la Scellerie                                                     | 47° 23′ 40″ nord, 0° 41′ 24″ est | « PA00132565 » | Classé                | 2023                     | Grand Théâtre                                                           |
| Hôtel                                                                    | 5 rue de l'Arbalète                                                        | 47° 23′ 38″ nord, 0° 40′ 54″ est | « PA00098176 » | Inscrit               | 1948                     | Hôtel                                                                   |
| Hôtel                                                                    | 6, 8 rue de l'Arbalète                                                     | 47° 23′ 38″ nord, 0° 40′ 54″ est | « PA00098177 » | Inscrit               | 1939                     | Hôtel                                                                   |
| Hôtel                                                                    | 7 rue de la Barre                                                          | 47° 23′ 43″ nord, 0° 41′ 31″ est | « PA00098178 » | Inscrit               | 1946                     | Hôtel                                                                   |
| Hôtel                                                                    | 22 rue Bretonneau                                                          | 47° 23′ 41″ nord, 0° 40′ 50″ est | « PA00098179 » | Inscrit               | 1946                     | Hôtel                                                                   |
| Hôtel                                                                    | 7 rue des Cerisiers                                                        | 47° 23′ 44″ nord, 0° 40′ 51″ est | « PA00098180 » | Inscrit               | 1948                     | Hôtel                                                                   |
| Hôtel                                                                    | 33bis rue du Cygne                                                         | 47° 23′ 41″ nord, 0° 41′ 28″ est | « PA00098181 » | Inscrit               | 1946                     | Hôtel                                                                   |
| Hôtel                                                                    | 43 rue Émile-Zola 60 rue de la Préfecture                                  | 47° 23′ 39″ nord, 0° 41′ 31″ est | « PA00098182 » | Inscrit               | 1946                     | Hôtel                                                                   |
| Hôtel                                                                    | 17 place Foire-le-Roi                                                      | 47° 23′ 46″ nord, 0° 41′ 23″ est | « PA00098183 » | Inscrit               | 1946                     | Hôtel                                                                   |
| Hôtel                                                                    | 9 rue de la Lamproie                                                       | 47° 23′ 44″ nord, 0° 40′ 56″ est | « PA00098184 » | Inscrit               | 1948                     | Hôtel                                                                   |
| Hôtel Viot                                                               | 8 rue Littré                                                               | 47° 23′ 44″ nord, 0° 40′ 57″ est | « PA00098185 » | Inscrit               | 1946                     | Hôtel Viot                                                              |
| Hôtel                                                                    | 16 rue Littré                                                              | 47° 23′ 43″ nord, 0° 40′ 58″ est | « PA00098186 » | Inscrit               | 1948                     | Hôtel                                                                   |
| Hôtel                                                                    | 3 rue Paul-Louis-Courier                                                   | 47° 23′ 44″ nord, 0° 40′ 59″ est | « PA00098189 » | Inscrit               | 1946                     | Hôtel                                                                   |
| Hôtel                                                                    | 41 rue des Tanneurs                                                        | à géolocaliser                   | « PA00098188 » | Inscrit               | 1946                     | Hôtel                                                                   |
| Hôtel de l'archidiaconé du chapitre de Saint-Gatien                      | 2bis rue Albert-Thomas Rue des Maures                                      | 47° 23′ 50″ nord, 0° 41′ 43″ est | « PA00098162 » | Inscrit               | 1946                     | Hôtel de l'archidiaconé du chapitre de Saint-Gatien                     |
| Hôtel Bacot de Romand                                                    | 39, 41 rue Émile-Zola                                                      | 47° 23′ 38″ nord, 0° 41′ 30″ est | « PA00098163 » | Inscrit               | 1946                     | Hôtel Bacot de Romand                                                   |
| Hôtel de Beaune-Semblançay                                               | 34 rue Nationale                                                           | 47° 23′ 41″ nord, 0° 41′ 14″ est | « PA00098164 » | Classé                | 1941 1947                | Hôtel de Beaune-Semblançay                                              |
| Hôtel Binet                                                              | 10 rue Paul-Louis-Courier                                                  | 47° 23′ 43″ nord, 0° 41′ 00″ est | « PA00098165 » | Inscrit               | 2023                     | Hôtel Binet                                                             |
| Hôtel de Choiseul                                                        | 21 rue Briçonnet                                                           | 47° 23′ 44″ nord, 0° 40′ 53″ est | « PA00098166 » | Inscrit               | 1946                     | Hôtel de Choiseul                                                       |
| Hôtel Cottereau                                                          | 7 rue des Trois-Écritoires                                                 | 47° 23′ 34″ nord, 0° 40′ 49″ est | « PA00098167 » | Inscrit               | 1926                     | Hôtel Cottereau                                                         |
| Hôtel du Doyenné de Saint-Gatien                                         | 17 rue Racine Rue Bazoche Rue Montaigne                                    | 47° 23′ 47″ nord, 0° 41′ 50″ est | « PA00098169 » | Inscrit               | 1946                     | Hôtel du Doyenné de Saint-Gatien                                        |
| Hôtel des Ducs de Touraine                                               | 15 place de Châteauneuf                                                    | 47° 23′ 37″ nord, 0° 40′ 57″ est | « PA00098168 » | Inscrit               | 1928                     | Hôtel des Ducs de Touraine                                              |
| Hôtel Goüin                                                              | 25 rue du Commerce                                                         | 47° 23′ 42″ nord, 0° 41′ 05″ est | « PA00098170 » | Classé                | 1941                     | Hôtel Goüin                                                             |
| Hôtel de Jean Briçonnet                                                  | 11, 13 rue de Châteauneuf Rue du Change                                    | 47° 23′ 36″ nord, 0° 40′ 55″ est | « PA00098171 » | Inscrit               | 1928                     | Hôtel de Jean Briçonnet                                                 |
| Hôtel de Jean Galland                                                    | 8 place Foire-le-Roi                                                       | 47° 23′ 48″ nord, 0° 41′ 24″ est | « PA00098172 » | Classé                | 1932                     | Hôtel de Jean Galland                                                   |
| Hôtel Liebert de Nitray                                                  | 15 place François-Sicard                                                   | 47° 23′ 40″ nord, 0° 41′ 36″ est | « PA00098173 » | Inscrit               | 1946                     | Hôtel Liebert de Nitray                                                 |
| Hôtel Mame                                                               | 17, 19 rue Émile-Zola                                                      | 47° 23′ 36″ nord, 0° 41′ 22″ est | « PA00098174 » | Classé                | 1942                     | Hôtel Mame                                                              |
| Hôtel de la Monnaie                                                      | 5, 7 rue de la Monnaie                                                     | 47° 23′ 40″ nord, 0° 40′ 59″ est | « PA00098175 » | Inscrit               | 1946                     | Hôtel de la Monnaie                                                     |
| Hôtel de préfecture d'Indre-et-Loire                                     | Place de la Préfecture                                                     | 47° 23′ 35″ nord, 0° 41′ 30″ est | « PA00098264 » | Classé                | 1917                     | Hôtel de préfecture d'Indre-et-Loire                                    |
| Hôtel Princé                                                             | 11 rue Descartes 55 rue Néricault-Destouches                               | 47° 23′ 31″ nord, 0° 40′ 58″ est | « PA00098306 » | Inscrit               | 1991                     | Hôtel Princé                                                            |
| Hôtel Robin Quantin                                                      | 15 rue Paul-Louis-Courier 20 rue Littré                                    | 47° 23′ 43″ nord, 0° 41′ 00″ est | « PA00098187 » | Classé                | 1973                     | Hôtel Robin Quantin                                                     |
| Hôtel de ville                                                           | Place de l'Hôtel-de-Ville                                                  | 47° 23′ 26″ nord, 0° 41′ 22″ est | « PA00098190 » | Inscrit               | 1975                     | Hôtel de ville                                                          |
| Hôtellerie du Panier Fleury                                              | 2 rue du Panier-Fleuri                                                     | 47° 23′ 37″ nord, 0° 41′ 00″ est | « PA00098191 » | Inscrit               | 1946                     | Hôtellerie du Panier Fleury                                             |
| Hôtellerie de Sainte-Catherine                                           | 64 rue Losserand                                                           | 47° 24′ 10″ nord, 0° 41′ 37″ est | « PA00098192 » | Inscrit               | 1948                     | Hôtellerie de Sainte-Catherine                                          |
| Immeuble                                                                 | 96, 98 rue Colbert                                                         | 47° 23′ 46″ nord, 0° 41′ 29″ est | « PA00098194 » | Classé                | 1946                     | Immeuble                                                                |
| Immeuble                                                                 | 80 rue du Commerce 3 rue du Président-Merville                             | 47° 23′ 41″ nord, 0° 41′ 02″ est | « PA00098195 » | Inscrit               | 1966                     | Immeuble                                                                |
| Immeuble                                                                 | 1 rue de la Rôtisserie 3 rue du Change                                     | 47° 23′ 39″ nord, 0° 40′ 55″ est | « PA00098196 » | Classé                | 1916                     | Immeuble                                                                |
| Imprimerie Mame                                                          | 49 boulevard Preuilly                                                      | 47° 23′ 34″ nord, 0° 40′ 09″ est | « PA37000009 » | Inscrit               | 2000                     | Imprimerie Mame                                                         |
| Jardin des Prébendes d'Oé                                                |                                                                            | 47° 23′ 06″ nord, 0° 41′ 04″ est | « PA37000015 » | Inscrit               | 2003                     | Jardin des Prébendes d'Oé                                               |
| Jeu de paume                                                             | 27 rue de la Mocquerie 14 rue Voltaire                                     | 47° 23′ 46″ nord, 0° 41′ 21″ est | « PA00098197 » | Inscrit               | 1946                     | Jeu de paume                                                            |
| Maison                                                                   | 34 rue Blanqui                                                             | 47° 23′ 50″ nord, 0° 41′ 59″ est | « PA00098206 » | Inscrit               | 1946                     | Maison                                                                  |
| Maison                                                                   | 42 rue Blanqui                                                             | 47° 23′ 50″ nord, 0° 42′ 00″ est | « PA00098207 » | Inscrit               | 1946                     | Maison                                                                  |
| Maison                                                                   | 29 rue Bretonneau                                                          | 47° 23′ 42″ nord, 0° 40′ 49″ est | « PA00098213 » | Inscrit               | 1929                     | Maison                                                                  |
| Maison                                                                   | 5 rue Briçonnet                                                            | 47° 23′ 45″ nord, 0° 40′ 53″ est | « PA00098209 » | Inscrit               | 1948                     | Maison                                                                  |
| Maison                                                                   | 29 rue Briçonnet                                                           | 47° 23′ 42″ nord, 0° 40′ 52″ est | « PA00098210 » | Classé                | 1965                     | Maison                                                                  |
| Maison                                                                   | 31 rue Briçonnet                                                           | 47° 23′ 41″ nord, 0° 40′ 53″ est | « PA00098211 » | Classé                | 1965                     | Maison                                                                  |
| Maison                                                                   | 32 rue Briçonnet                                                           | 47° 23′ 41″ nord, 0° 40′ 53″ est | « PA00098212 » | Inscrit               | 1946                     | Maison                                                                  |
| Maison                                                                   | 1 place des Carmes Rue Littré                                              | 47° 23′ 44″ nord, 0° 40′ 57″ est | « PA00098214 » | Inscrit               | 1946 1998                | Maison                                                                  |
| Maisons                                                                  | 2 rue du Change                                                            | 47° 23′ 39″ nord, 0° 40′ 55″ est | « PA00098216 » | Classé                | 1965                     | Maisons                                                                 |
| Maisons                                                                  | 23, 25, 27 rue Colbert                                                     | 47° 23′ 44″ nord, 0° 41′ 17″ est | « PA00098217 » | Inscrit               | 1946                     | Maisons                                                                 |
| Maison                                                                   | 48 rue Colbert                                                             | 47° 23′ 45″ nord, 0° 41′ 21″ est | « PA00098218 » | Inscrit               | 1946                     | Maison                                                                  |
| Maison                                                                   | 68 rue Colbert                                                             | 47° 23′ 45″ nord, 0° 41′ 24″ est | « PA00098219 » | Inscrit               | 1946                     | Maison                                                                  |
| Maison                                                                   | 70 rue Colbert 23 place Foire-le-Roi                                       | 47° 23′ 45″ nord, 0° 41′ 24″ est | « PA00098220 » | Inscrit               | 1946                     | Maison                                                                  |
| Maison                                                                   | 90 rue Colbert                                                             | 47° 23′ 46″ nord, 0° 41′ 29″ est | « PA00098221 » | Inscrit               | 1946                     | Maison                                                                  |
| Maison                                                                   | 25 rue du Cygne                                                            | 47° 23′ 43″ nord, 0° 41′ 28″ est | « PA00098223 » | Inscrit               | 1946                     | Maison                                                                  |
| Maison                                                                   | 27 rue du Cygne                                                            | 47° 23′ 43″ nord, 0° 41′ 28″ est | « PA00098224 » | Inscrit               | 1926                     | Maison                                                                  |
| Maison                                                                   | 29 rue du Cygne                                                            | 47° 23′ 43″ nord, 0° 41′ 28″ est | « PA00098225 » | Inscrit               | 1946                     | Maison                                                                  |
| Maison                                                                   | 34 rue Étienne-Marcel                                                      | 47° 23′ 40″ nord, 0° 40′ 48″ est | « PA00098226 » | Inscrit               | 1948                     | Maison                                                                  |
| Maison                                                                   | Place Foire-le-Roi Rue de la Mocquerie                                     | 47° 23′ 48″ nord, 0° 41′ 23″ est | « PA00098227 » | Inscrit               | 1928                     | Maison                                                                  |
| Maison                                                                   | 1 place Foire-le-Roi                                                       | 47° 23′ 49″ nord, 0° 41′ 23″ est | « PA00098228 » | Inscrit               | 1946                     | Maison                                                                  |
| Maison                                                                   | 3 place Foire-le-Roi                                                       | 47° 23′ 49″ nord, 0° 41′ 23″ est | « PA00098229 » | Inscrit               | 1928                     | Maison                                                                  |
| Maison                                                                   | 6bis place Foire-le-Roi                                                    | 47° 23′ 48″ nord, 0° 41′ 25″ est | « PA00098230 » | Inscrit               | 1962                     | Maison                                                                  |
| Maison                                                                   | 12 rue du Général-Meusnier                                                 | 47° 23′ 43″ nord, 0° 41′ 44″ est | « PA00098231 » | Inscrit               | 1946                     | Maison                                                                  |
| Hôtel des trésoriers de Saint-Martin                                     | 54, 56 place du Grand-Marché                                               | 47° 23′ 34″ nord, 0° 40′ 51″ est | « PA00098238 » | Classé                | 1916                     | Hôtel des trésoriers de Saint-Martin                                    |
| Maison                                                                   | 2 rue du Grand-Marché 1 rue du Change                                      | 47° 23′ 39″ nord, 0° 40′ 55″ est | « PA00098234 » | Classé                | 1949                     | Maison                                                                  |
| Maison                                                                   | 3 rue du Grand-Marché                                                      | 47° 23′ 39″ nord, 0° 40′ 53″ est | « PA00098235 » | Inscrit               | 1954                     | Maison                                                                  |
| Maison                                                                   | 4 rue du Grand-Marché                                                      | 47° 23′ 39″ nord, 0° 40′ 54″ est | « PA00098246 » | Inscrit               | 1928                     | Maison                                                                  |
| Maison                                                                   | 5 rue du Grand-Marché                                                      | 47° 23′ 39″ nord, 0° 40′ 53″ est | « PA00098236 » | Inscrit               | 1954                     | Maison                                                                  |
| Maison                                                                   | 6 rue du Grand-Marché                                                      | 47° 23′ 39″ nord, 0° 40′ 54″ est | « PA00098247 » | Inscrit               | 1928                     | Maison                                                                  |
| Maison                                                                   | 8 rue du Grand-Marché                                                      | 47° 23′ 39″ nord, 0° 40′ 54″ est | « PA00098248 » | Inscrit               | 1928                     | Maison                                                                  |
| Maison                                                                   | 10 rue du Grand-Marché                                                     | 47° 23′ 39″ nord, 0° 40′ 54″ est | « PA00098249 » | Inscrit               | 1928                     | Maison                                                                  |
| Maison                                                                   | 12 rue du Grand-Marché                                                     | 47° 23′ 39″ nord, 0° 40′ 53″ est | « PA00098250 » | Inscrit               | 1928                     | Maison                                                                  |
| Maison                                                                   | 41 rue du Grand-Marché                                                     | 47° 23′ 39″ nord, 0° 40′ 47″ est | « PA00098237 » | Inscrit               | 1946                     | Maison                                                                  |
| Maison                                                                   | 57 rue du Grand-Marché                                                     | 47° 23′ 39″ nord, 0° 40′ 44″ est | « PA00098239 » | Inscrit               | 1946                     | Maison                                                                  |
| Maison                                                                   | 2 rue Julien-Leroy 1, 3 rue Rapin 3, 5 rue Descartes Rue des Halles        | 47° 23′ 34″ nord, 0° 40′ 55″ est | « PA00098193 » | Inscrit               | 1984                     | Maison                                                                  |
| Maison                                                                   | 26 rue de la Monnaie Rue du Change                                         | 47° 23′ 39″ nord, 0° 40′ 55″ est | « PA00098244 » | Inscrit               | 1928                     | Maison                                                                  |
| Maison                                                                   | 3 rue de la Rôtisserie                                                     | 47° 23′ 39″ nord, 0° 40′ 54″ est | « PA00098254 » | Inscrit               | 1924                     | Maison                                                                  |
| Maison                                                                   | 30 rue de la Scellerie                                                     | 47° 23′ 40″ nord, 0° 41′ 21″ est | « PA00098256 » | Inscrit               | 1962                     | Maison                                                                  |
| Maison de Bonaventure                                                    | 2 passage des Jacobins                                                     | 47° 23′ 47″ nord, 0° 41′ 25″ est | « PA00098242 » | Inscrit               | 1942                     | Maison de Bonaventure                                                   |
| Maison canoniale                                                         | 10 rue du Général-Meusnier                                                 | 47° 23′ 42″ nord, 0° 41′ 45″ est | « PA00098198 » | Inscrit               | 1946                     | Maison canoniale                                                        |
| Maison canoniale                                                         | 1 place Grégoire-de-Tours                                                  | 47° 23′ 44″ nord, 0° 41′ 44″ est | « PA00098199 » | Inscrit               | 1946                     | Maison canoniale                                                        |
| Maison canoniale                                                         | 1 rue Manceau                                                              | 47° 23′ 44″ nord, 0° 41′ 44″ est | « PA00098200 » | Inscrit               | 1946                     | Maison canoniale                                                        |
| Maison canoniale                                                         | 3 rue Manceau                                                              | 47° 23′ 44″ nord, 0° 41′ 45″ est | « PA00098201 » | Inscrit               | 1946                     | Maison canoniale                                                        |
| Maison canoniale du Curé                                                 | 8 rue de la Psalette                                                       | 47° 23′ 45″ nord, 0° 41′ 40″ est | « PA00098253 » | Classé                | 1960                     | Maison canoniale du Curé                                                |
| Maison canoniale de Saint-Gatien                                         | 6 rue de la Psalette                                                       | 47° 23′ 45″ nord, 0° 41′ 40″ est | « PA00098203 » | Inscrit               | 1946                     | Maison canoniale de Saint-Gatien                                        |
| Maison canoniale de Saint-Martin                                         | 4 rue Rapin                                                                | 47° 23′ 32″ nord, 0° 40′ 57″ est | « PA00098204 » | Inscrit               | 1946                     | Maison canoniale de Saint-Martin                                        |
| Maison canoniale de Saint-Martin                                         | 6 rue Rapin                                                                | 47° 23′ 32″ nord, 0° 40′ 57″ est | « PA00098205 » | Inscrit               | 1946                     | Maison canoniale de Saint-Martin                                        |
| Maison canoniale de Saint-Pierre-le-Puellier                             | 21 rue de la Paix                                                          | 47° 23′ 43″ nord, 0° 40′ 55″ est | « PA00098202 » | Inscrit               | 1946                     | Maison canoniale de Saint-Pierre-le-Puellier                            |
| Maison du Cerisier                                                       | 21 rue des Cerisiers                                                       | 47° 23′ 43″ nord, 0° 40′ 48″ est | « PA00098215 » | Inscrit               | 1948                     | Maison du Cerisier                                                      |
| Maison du Croissant                                                      | 11 rue de Constantine                                                      | 47° 23′ 44″ nord, 0° 41′ 02″ est | « PA00098222 » | Inscrit               | 1946                     | Maison du Croissant                                                     |
| Maison du Dauphin                                                        | 26 rue Georges-Courteline                                                  | 47° 23′ 37″ nord, 0° 40′ 36″ est | « PA00098232 » | Classé                | 1910                     | Maison du Dauphin                                                       |
| Maison de Jehan Bourdichon                                               | 3 rue de la Serpe                                                          | 47° 23′ 35″ nord, 0° 40′ 49″ est | « PA00098255 » | Inscrit               | 1948                     | Maison de Jehan Bourdichon                                              |
| Maison de Juste                                                          | 17 rue Paul-Louis-Courier                                                  | 47° 23′ 42″ nord, 0° 41′ 00″ est | « PA00098245 » | Inscrit               | 1948                     | Maison de Juste                                                         |
| Maison de justice des Bains maison, portail contigu                      | Place Grégoire-de-Tours                                                    | 47° 23′ 45″ nord, 0° 41′ 44″ est | « PA00098240 » | Inscrit               | 1927                     | Maison de justice des Bainsmaison, portail contigu                      |
| Maison de Pierre Meusnier                                                | 24 rue de la Préfecture                                                    | 47° 23′ 34″ nord, 0° 41′ 24″ est | « PA00098251 » | Inscrit               | 1946                     | Maison de Pierre Meusnier                                               |
| Maison du Préchantre                                                     | 5 rue de la Psalette                                                       | 47° 23′ 46″ nord, 0° 41′ 39″ est | « PA00098252 » | Inscrit               | 1946                     | Maison du Préchantre                                                    |
| Maison de La Psalette                                                    | 2 rue Julien-Leroy                                                         | 47° 23′ 33″ nord, 0° 40′ 54″ est | « PA00098243 » | Inscrit Classé        | 1946 1986                | Maison de La Psalette                                                   |
| Maison des Quatre Fils Aymon                                             | 1 place du Grand-Marché                                                    | 47° 23′ 39″ nord, 0° 40′ 49″ est | « PA00098233 » | Inscrit               | 1941                     | Maison des Quatre Fils Aymon                                            |
| Maison de Ronsard                                                        | 1 passage des Jacobins                                                     | 47° 23′ 47″ nord, 0° 41′ 25″ est | « PA00098241 » | Inscrit               | 1942                     | Maison de Ronsard                                                       |
| Maison de Tristant l'Hermite                                             | 16 rue Briçonnet                                                           | 47° 23′ 44″ nord, 0° 40′ 53″ est | « PA00098208 » | Classé                | 1862                     | Maison de Tristant l'Hermite                                            |
| Maladrerie Saint-Lazare                                                  | 38bis rue Blaise-Pascal                                                    | 47° 23′ 14″ nord, 0° 41′ 37″ est | « PA00098257 » | Inscrit               | 1987                     | Maladrerie Saint-Lazare                                                 |
| Manoir de Sapaillé                                                       | Rue de Sapaillé Rue Marie-et-Pierre Curie                                  | 47° 25′ 43″ nord, 0° 41′ 33″ est | « PA00098258 » | Inscrit               | 1980                     | Manoir de Sapaillé                                                      |
| Manufacture des Trois-Tours                                              | 35 quai Paul-Bert                                                          | 47° 24′ 07″ nord, 0° 41′ 26″ est | « PA37000006 » | Inscrit               | 1999                     | Manufacture des Trois-Tours                                             |
| Musée des beaux-arts                                                     | Place François-Sicard Rue Fleury Rue des Ursulines Rue du Général Meusnier | 47° 23′ 42″ nord, 0° 41′ 40″ est | « PA00098132 » | Classé                | 1983                     | Musée des beaux-arts                                                    |
| Oratoire des Briçonnets                                                  | 15 rue du Change                                                           | 47° 23′ 37″ nord, 0° 40′ 55″ est | « PA00098259 » | Inscrit               | 1948                     | Oratoire des Briçonnets                                                 |
| Passage du Cœur Navré                                                    | 64, 66 venelle du Cœur-Navré                                               | 47° 23′ 46″ nord, 0° 41′ 23″ est | « PA00098261 » | Inscrit               | 1946                     | Passage du Cœur Navré                                                   |
| Pavillons d'octroi de Tours                                              | Place Choiseul                                                             | 47° 24′ 04″ nord, 0° 41′ 01″ est | « PA00098262 » | Classé                | 1951                     | Pavillons d'octroi de Tours                                             |
| Petit séminaire                                                          | 2 rue du Petit-Pré                                                         | 47° 23′ 38″ nord, 0° 41′ 48″ est | « PA00098266 » | Inscrit               | 1926                     | Petit séminaire                                                         |
| Pont Wilson                                                              |                                                                            | 47° 23′ 57″ nord, 0° 41′ 07″ est | « PA00098263 » | Inscrit               | 1926                     | Pont Wilson                                                             |
| Prieuré Saint-Éloi                                                       | 1 rue Giraudeau                                                            | 47° 23′ 18″ nord, 0° 40′ 34″ est | « PA00098265 » | Inscrit               | 1932                     | Prieuré Saint-Éloi                                                      |
| Synagogue                                                                | 37 rue Parmentier                                                          | 47° 23′ 04″ nord, 0° 41′ 36″ est | « PA00132567 » | Inscrit               | 1994                     | Synagogue                                                               |
| Tour Foubert (abattue en 1958)                                           | 3, rue Boucicaut 6,8 rue de Jérusalem                                      | 47° 23′ 35″ nord, 0° 41′ 05″ est | « PA00098267 » | Inscrit               | 1948                     | Tour Foubert (abattue en 1958)                                          |